# Afundamento do solo de Maceió
O afundamento do solo de Maceió é um processo geológico de subsidência do solo em vários bairros da cidade Maceió, capital do estado de Alagoas, de natureza antropogênica, causado pela exploração inadequada e consequente colapso das minas de sal-gema da mineradora brasileira Braskem.
A cidade sofre com um lento processo de afundamento do solo que causa desgastes em diversas estruturas, como ruas, casas e infraestruturas urbanas. Cerca de 60 mil pessoas foram obrigadas a abandonar suas residências e propriedades. Bairros inteiros estão sob ameaça de destruição, por exemplo os bairros de Pinheiro, Bom Parto, Mutange, Bebedouro e em parte do Farol.
No dia 10 de dezembro de 2023, a mina 18 da Braskem na área se rompeu.

## Histórico e causas
A causa do afundamento é atribuída ao impacto de quatro décadas de mineração do solo para extração do sal-gema, minério usado para fabricação de itens como soda cáustica e PVC, pela empresa Braskem. As primeiras rachaduras do solo foram identificadas no bairro do Pinheiro, em fevereiro de 2018, após fortes chuvas. Duas semanas depois, o asfalto de algumas ruas cedeu e as rachaduras de imóveis aumentaram na sequência de um tremor de terra.
Pesquisadores da Universidade Federal de Alagoas (UFAL) vêm apontando o risco de afundamento do solo em Maceió devido às atividades mineradoras desde pelo menos 2010, sendo que alertas foram emitidos trinta anos antes, na década de 1980, por dois professores da Universidade.
Foi apenas um ano depois desses episódios, em maio de 2019, que o Serviço Geológico do Brasil (CPRM), órgão de pesquisa ligado ao Ministério de Minas e Energia, confirmou a relação entre o afundamento do solo e as atividades de mineração da empresa, em relatório apresentado na sede da Justiça Federal em Alagoas. Ao longo de todo o período de exploração, a empresa explorou 35 minas, e, com o tempo, algumas delas acabaram por se fundir em cavidades de mais de 100 metros de largura.
De acordo com o estudo, a exploração do sal-gema foi feita de maneira inadequada, desestabilizando as cavernas subterrâneas preexistentes e provocando as fissuras. Naquele momento, a área de risco, que até então era considerada concentrada no bairro do Pinheiro, foi ampliada para os bairros de Mutange e Bebedouro. Novas áreas seriam identificadas depois.

## População afetada
Não existem dados precisos sobre a quantidade de pessoas afetadas pelo desastre de afundamento do solo. Em maio de 2022, a Prefeitura de Maceió realizou reunião com o Instituto Brasileiro de Geografia e Estatística (IBGE) para solicitar apoio na coleta e cruzamento das informações com outros órgãos da Administração Municipal.
Estima-se que 55 mil pessoas foram afetadas desde 2018, entre moradores e comerciantes, e 14 mil imóveis condenados nos cinco bairros atingidos: Bebedouro, Bom Parto, Farol, Mutange e Pinheiro. Nas estimativas mais atuais, a Prefeitura de Maceió menciona 64 mil pessoas.
Os problemas causados pelo afundamento, que incluem questões ambientais, sociais e econômicas, são amplos e ainda estão sendo investigados. Além da insatisfação com os acordos propostos pela Braskem, moradores ainda convivem com o crescimento acelerado da população de gatos de rua e mosquitos; alguns se recusam a deixar as áreas de risco, que estão sendo periodicamente atualizadas nos mapas oficiais da Prefeitura desde 2019.

## Danos ao patrimônio histórico

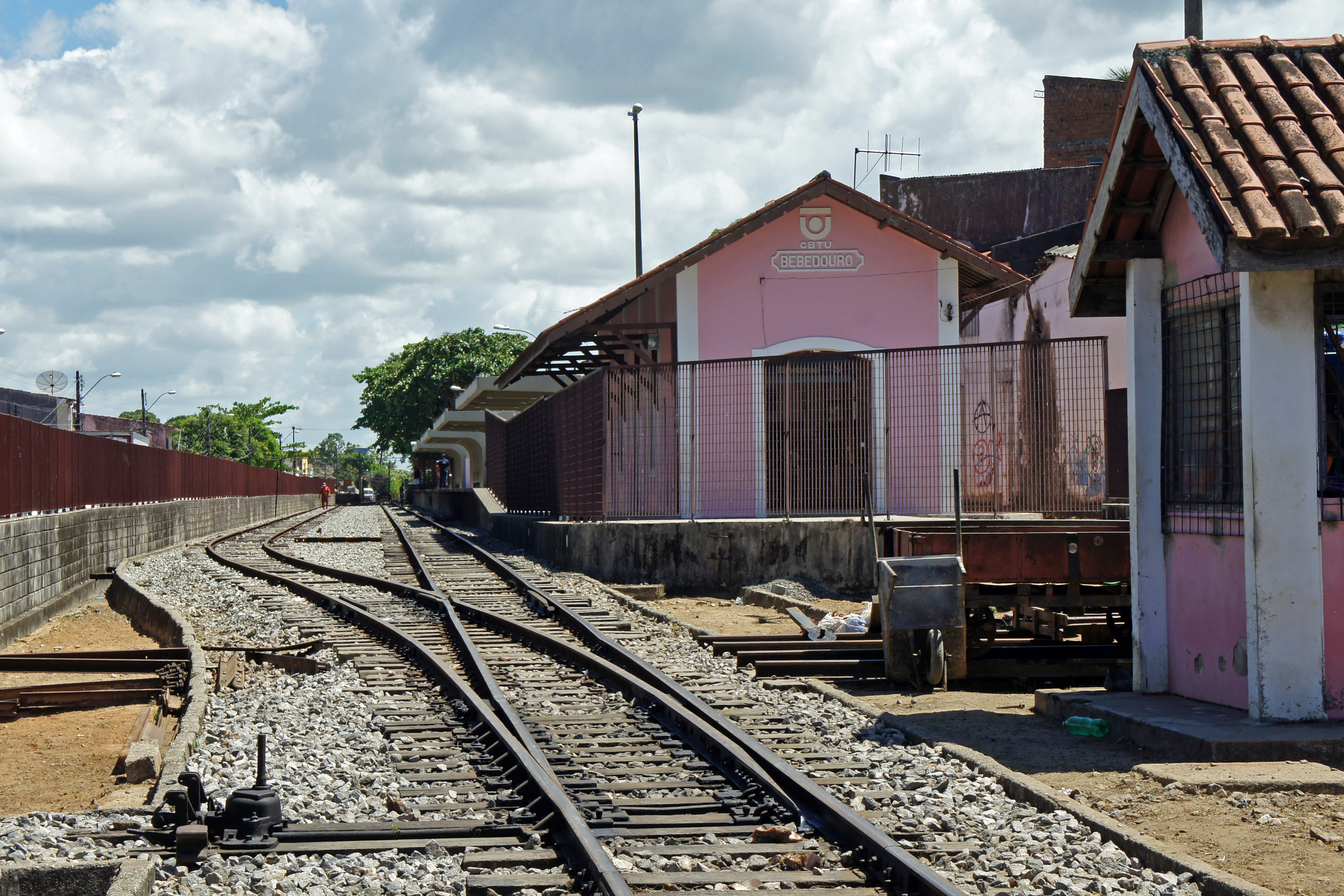
Estação no bairro de Bebedouro (2015), em Maceió, um dos mais antigos da cidade e a região mais afetada pelo afundamento

O bairro de Bebedouro, um dos atingidos pelo afundamento, é um dos distritos mais antigos de Maceió, com quase 200 anos. Prédios tombados pelos departamentos de patrimônio histórico estadual e municipal estão localizados ali, como o Asylo das Órphans Desvalidas de Nossa Senhora do Bom Conselho e a Igreja de Santo Antônio de Pádua.
A Prefeitura de Maceió fez um levantamento inicial de 20 endereços com imóveis de interesse histórico entre os diferentes bairros afetados, mas ainda não o tornou público. A Braskem também afirma que está realizando estudo sobre a situação do patrimônio histórico afetado.

### Patrimônio histórico / de interesse público afetado
| Ano                            | Nome atual                                     | Função atual                               | Nome original                                                 | Função original    | Bairro(s)                     | Situação                                                                                             | Duração (anos) | Classificação                              |
| ------------------------------ | ---------------------------------------------- | ------------------------------------------ | ------------------------------------------------------------- | ------------------ | ----------------------------- | --- | -------------- | ------------------------------------------ |
| 1890                           | Solar Nunes Leite                              | Residência                                 | -                                                             | -                  | Bebedouro                     | Acesso restrito desde 2019                                                                           | 129            | Zona Especial de Preservação Cultural      |
| 1845                           | Igreja Matriz de Nossa Senhora do Bom Parto    | Templo                                     | -                                                             | -                  | Bom Parto                     | Fechada em 2022                                                                                      | 177            | Unidade Especial de Preservação Cultural   |
| 1872                           | Capela de Nossa Senhora da Conceição           | Templo                                     | -                                                             | -                  | Chã de Bebedouro              | Funcionando em área de risco desde 2022                                                              | 150            | Zona Especial de Preservação Cultural      |
| 1873                           | Igreja Matriz de Santo Antônio de Pádua        | Templo                                     | -                                                             | -                  | Bebedouro                     | Fechada em 2022                                                                                      | 149            | Zona Especial de Preservação Cultural      |
| 1877                           | Sociedade Nossa Senhora do Bom Conselho        | Escola                                     | Asylo das Órphans Desvalidas de Nossa Senhora do Bom Conselho | Orfanato           | Bebedouro                     | Fechada em 2019                                                                                      | 142            | Patrimônio Histórico de Alagoas            |
| 1884                           | Estação Bebedouro                              | Estação Ferroviária                        | -                                                             | -                  | Bebedouro                     | Funcionando em área de risco desde 2019                                                              | 135            | Zona Especial de Preservação Cultural      |
| 1889                           | Cemitério Santo Antônio                        | Cemitério                                  | -                                                             | -                  | Bebedouro                     | Interditado em 2020. Reaberto em 2021 com restrições (sepultamentos proibidos; visitas controladas). | 131            | Zona Especial de Preservação Cultural      |
| Primeira República (1889-1930) | Associação do Magistério (SINTEAL)             | Sindicato                                  | Vila Amália                                                   | Residência         | Mutange                       | Fechada em 2020                                                                                      | 90+            | Unidade Especial de Preservação Cultural   |
| Primeira República (1889-1930) | Instituto do Meio Ambiente de Alagoas (IMA-AL) | Autarquia                                  | Casa de José de Hollanda Cavalcanti                           | Residência         | Mutange                       | Fechado em 2020                                                                                      | 90+            | Unidade Especial de Preservação Cultural   |
| 1911                           | Vila Operária da Antiga Fábrica Alexandria     | Vila Operária                              | -                                                             | -                  | Bom Parto                     | Incluída em área de risco desde 2019                                                                 | 108            | Unidade Especial de Preservação Cultural   |
| 1914                           | Hospital Psiquiátrico Dr. José Lopes           | Hospital Psiquiátrico                      | Vila Lilota                                                   | Residência         | Mutange                       | Fechado em 2019                                                                                      | 105            | Unidade Especial de Preservação Cultural   |
| 1915 ou menos                  | Casa de Nise da Silveira                       | Residência                                 | -                                                             | -                  | Chã de Bebedouro              | Desapropriada em 2023 para demolição                                                                 | 108+           | Zona Especial de Preservação Cultural      |
| 1917                           | Casa de Saúde Miguel Couto                     | Hospital Psiquiátrico                      | Casa de Hekel Tavares                                         | Residência         | Bebedouro                     | Fechada em 2019                                                                                      | 102            | Zona Especial de Preservação Cultural      |
| 1920-1930                      | Casas Gêmeas                                   | Residência                                 | -                                                             | -                  | Bebedouro                     | Acesso restrito desde 2019                                                                           | 89+            | Zona Especial de Preservação Cultural      |
| 1922                           | CSA - Sede e Centro de Treinamento             | Clube esportivo                            | Estádio do Mutange                                            | Estádio de futebol | Mutange                       | Fechado em 2020                                                                                      | 98             | -                                          |
| 1941                           | Igreja Batista do Pinheiro                     | Templo                                     | -                                                             | -                  | Pinheiro                      | Interditada por decisão judicial em 2023                                                             | 82             | Patrimônio Material e Imaterial de Alagoas |
| 1944                           | CRAS Bebedouro                                 | Centro de Referência de Assistência Social | Grupo Escolar Rural Alberto Torres                            | Escola             | Bebedouro                     | Fechado em 2022                                                                                      | 78             | Zona Especial de Preservação Cultural      |
| 1945                           | Hospital Sanatório                             | Hospital Geral                             | -                                                             | -                  | Pinheiro                      | Fechado em 2023                                                                                      | 78             | -                                          |
| 1951                           | Hospital Portugal Ramalho                      | Hospital Psiquiátrico                      | -                                                             | -                  | Farol                         | Funcionando em área de risco desde 2021                                                              | 70             | -                                          |
| 1958                           | Centro Educacional de Pesquisa Aplicada (CEPA) | Complexo Educacional                       | -                                                             | -                  | Farol                         | Funcionando sob monitoramento desde 2019                                                             | 61             | -                                          |
| 1978                           | Parque Municipal de Maceió                     | Recurso natural                            | -                                                             | -                  | Bebedouro                     | Funcionando sob monitoramento desde 2023                                                             | 45             | Zona de Interesse Ambiental e Paisagístico |
| 1983                           | Igreja Matriz do Menino Jesus de Praga         | Templo                                     | -                                                             | -                  | Pinheiro                      | Fechada em 2021                                                                                      | 38             | -                                          |
| 1995                           | Estação Mutange                                | Estação de VLT                             | -                                                             | -                  | Mutange                       | Fechada em 2020                                                                                      | 25             | -                                          |
| N/A                            | Lagoa Mundaú                                   | Recurso natural                            | -                                                             | -                  | Bebedouro, Mutange, Bom Parto | Interditada para navegação desde 2023                                                                | N/A            | Zona de Interesse Ambiental e Paisagístico |

#### Solar Nunes Leite

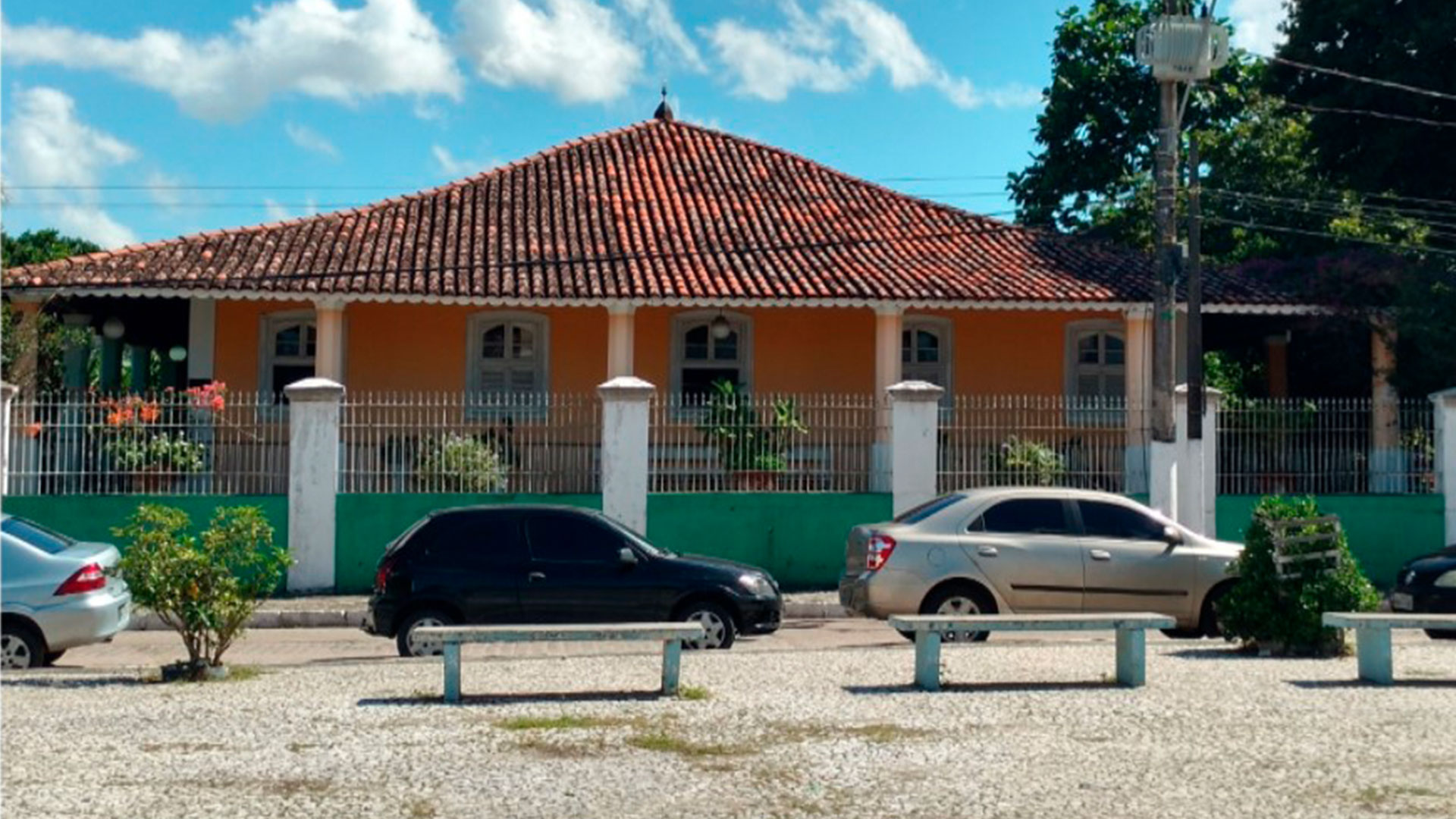
Solar Nunes Leite em 2016. Bebedouro, Maceió-AL

Localizado na Praça Coronel Lucena Maranhão, no. 64, Bebedouro, há registros de que em 1833 o local era habitado por Manuel Lobo de Miranda Henriques, presidente da província de Alagoas entre 1831 e 1832. O Solar Nunes Leite foi construído entre 1880 e 1890 pelo comendador Jacintho Nunes Leite no antigo sítio da capelinha do bebedouro que passou a pertencer em 1863 ao comendador Jacintho José Nunes Leite, empresário. e figura importante para o bairro, por ter implantado a água encanada Maceió, construído a primeira fundição de Alagoas e a primeira loja de ferragens de Maceió, também foi o segundo proprietário da fábrica de tecidos Carmen e participou de sua fundação.
Incluído em uma Zona Especial de Preservação Cultural (ZEP) pelo Plano Diretor de Maceió de 2005, o casarão encontra-se em área afetada pelo afundamento do solo pelo menos desde 2019.

#### Igreja Matriz de Nossa Senhora do Bom Parto
Localizada na Rua General Hermes, S/N, Bom Parto, existem registros de que em 1845 já havia a capela dedicada a Nossa Senhora que daria nome ao futuro bairro. No dia 8 de setembro de 1949 foi instalada a Igreja Matriz de Nossa Senhora do Bom Parto.
Declarada Unidade Especial de Preservação Cultural (UEP) pelo Plano Diretor de Maceió de 2005, teve suas atividades encerradas em 2022 com uma última missa no dia 31 de outubro e a procissão de despedida em 25 de dezembro.

#### Capela de Nossa Senhora da Conceição
Localizada na Rua das Palmeiras, no. 1-53, Chã de Bebedouro, foi inaugurada em 1872. Incluída em uma Zona Especial de Preservação Cultural (ZEP) pelo Plano Diretor de Maceió de 2005, atualmente a Capela de Nossa Senhora da Conceição funciona em área afetada pelo afundamento do solo.

#### Igreja Matriz de Santo Antônio de Pádua

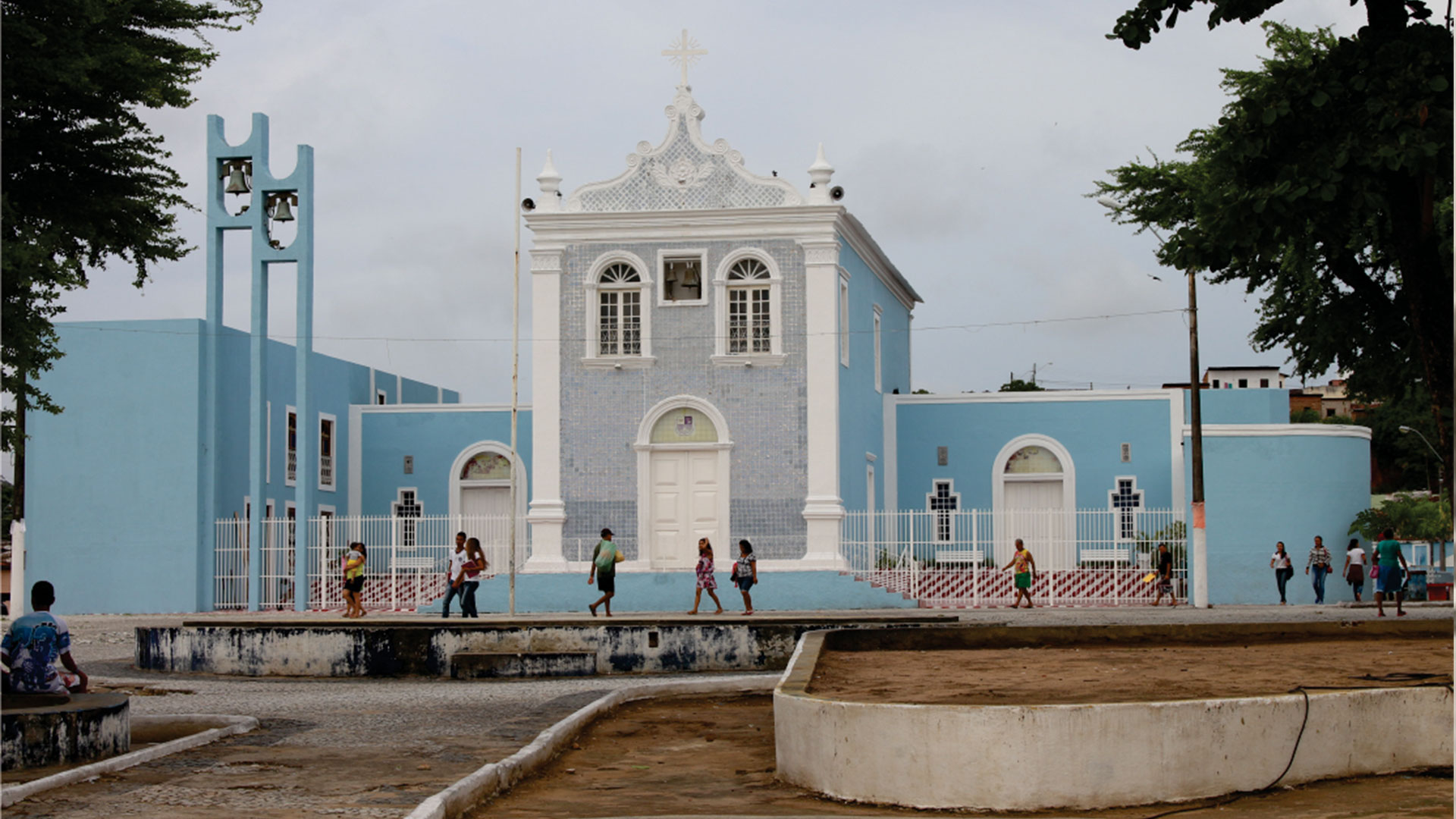
Igreja Matriz de Santo Antônio de Pádua em 2016. Bebedouro, Maceió-AL

Localizada na Praça Coronel Lucena Maranhão, S/N, Bebedouro, em 1873 foi inaugurada a Igreja Santo Antônio de Pádua. Ela foi construída pelo comendador Jacintho Nunes Leite, ele importou os azulejos de Portugal e fez o sino em sua fundição. No dia 12 de junho de 1913 foi instalada a Igreja Matriz de Santo Antônio de Pádua, que passou a ser o novo padroeiro do bairro, substituindo a padroeira original, Nossa Senhora da Conceição.
Incluída em uma Zona Especial de Preservação Cultural (ZEP) pelo Plano Diretor de Maceió de 2005, teve suas atividades encerradas em 15 de novembro de 2022 com missa e procissão de despedida.

#### Sociedade Nossa Senhora do Bom Conselho

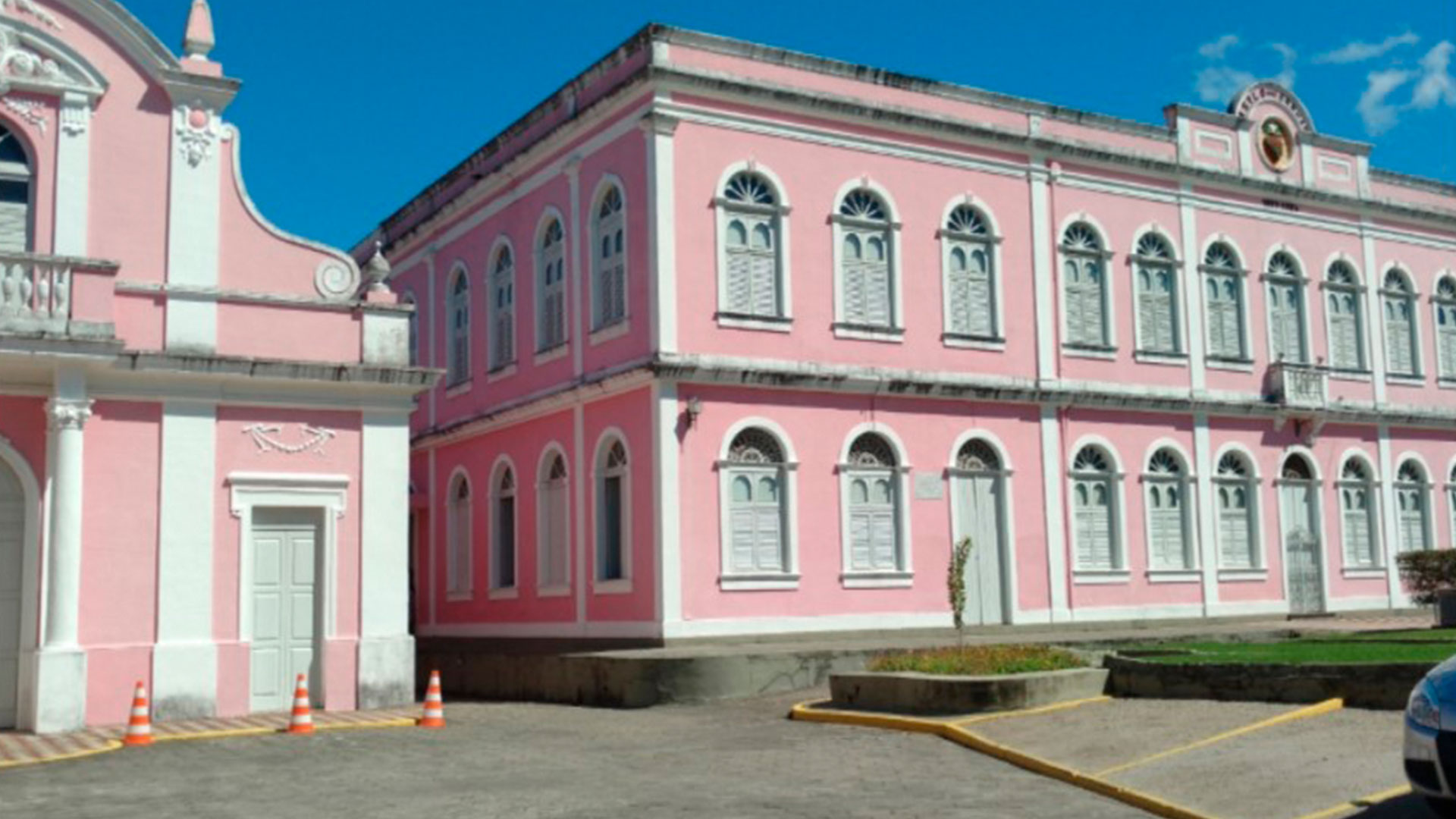
Sociedade Nossa Senhora do Bom Conselho em 2016. Bebedouro, Maceió-AL

Localizado na Avenida Major Cícero de Góes Monteiro, no. 3.670, Bebedouro, o Asylo das Órphans Desvalidas de Nossa Senhora do Bom Conselho foi estabelecido pela Lei No. 748, de 13 de junho de 1877, e instalado no dia 8 de dezembro do mesmo ano com a função de receber as órfãs dos soldados alagoanos mortos na Guerra do Paraguai e as que perderam seus familiares durante a grande seca que atingiu a região no período (1877-1879).
Transformado em 1938 na Escola Normal Rural Nossa Senhora do Bom Conselho, foi tombado pelo Patrimônio Histórico estadual em 19 de julho de 1999 e incluído em 2005 em uma Zona Especial de Preservação Cultural (ZEP) pelo Plano Diretor de Maceió.
Em fevereiro de 2019 a atual Escola Estadual Nossa Senhora do Bom Conselho foi interditada e seus alunos foram transferidos para outras escolas, sendo fechada em definitivo em outubro de 2020.

#### Estação Bebedouro
Localizada na Rua Tobias Barreto, no. 81, Bebedouro, a Estação Bebedouro foi inaugurada no dia 3 de dezembro de 1884 como parte da ferrovia que ligava o centro de Maceió à cidade de Vila Imperatriz, atual União dos Palmares.
Incluída em uma Zona Especial de Preservação Cultural (ZEP) pelo Plano Diretor de Maceió de 2005, a estação atualmente integra o Sistema de Trens Urbanos de Maceió e segue funcionando em área de risco.

#### Cemitério Santo Antônio
Localizado na Travessa Belo Alves, no. 207-179, Bebedouro, o cemitério Santo Antônio começou a ser construído em 1889, e já estava funcionando em 1891. Inicialmente administrado pela Igreja de Santo Antônio de Pádua, passou à gestão da Prefeitura de Maceió em 1956 com o nome de Cemitério Público Santo Antônio. Em 2005 foi incluído em uma Zona Especial de Preservação Cultural (ZEP) pelo Plano Diretor de Maceió.
Por estar situado em área afetada pelo afundamento do solo o cemitério foi interditado em outubro de 2020, sendo reaberto um ano depois como Memorial Santo Antônio. Novos sepultamentos estão proibidos, e visitas só são permitidas mediante agendamento.

#### Associação do Magistério (SINTEAL)
Localizado na Avenida Major Cícero de Góes Monteiro, no. 2.939, Mutange, o palacete conhecido como Vila Amália foi residência da família de Amália Mendonça Barboza. O estilo eclético de sua arquitetura indica que foi construído durante a Primeira República (1889-1930).
Adquirido pelo Governo Estadual e doado à antiga Associação dos Professores Primários de Alagoas (APPA) em 1966, tornou-se sede em 1988 do recém-criado Sindicado dos Trabalhadores da Educação do Estado de Alagoas (SINTEAL).
Declarada Unidade Especial de Preservação Cultural (UEP) pelo Plano Diretor de Maceió de 2005, foi o endereço do sindicato até ser fechado em definitivo no dia 3 de abril de 2020.

#### Instituto do Meio Ambiente de Alagoas (IMA-AL)
Localizado na Avenida Major Cícero de Góes Monteiro, no. 2.184-2.220, Mutange, o casarão em estilo neoclássico ou eclético foi residência de José de Hollanda Cavalcanti e família. Construído provavelmente durante a Primeira República (1889-1930), foi desapropriado em 1973 pelo governo estadual para tornar-se sede do Instituto do Meio Ambiente de Alagoas (IMA-AL).
Criado em 1975, o IMA-AL é o órgão ambiental mais antigo do Brasil. Declarado Unidade Especial de Preservação Cultural (UEP) pelo Plano Diretor de Maceió de 2005, teve de ser fechado em 2020, obrigando a autarquia a procurar nova sede.

#### Vila Operária da Antiga Fábrica Alexandria
Localizada entre a Avenida Doutor Francisco de Menezes e Rua Doutor Jonas Montenegro, Bom Parto, a Vila Operária foi parte da Fábrica Alexandria, inaugurada em outubro de 1911 por João Antônio Loureiro e Manoel Teixeira Guimarães e vendida em 1913 para a família do futuro futebolista e técnico Zagallo. A fábrica funcionou até 23 de novembro de 1966, quando foi vendida para a empresa Cotonifício da Torre S.A., de Pernambuco.
Declarada Unidade Especial de Preservação Cultural (UEP) pelo Plano Diretor de Maceió de 2005, a Vila Operária foi incluída em 2019 na área atingida pelo afundamento do solo.

#### Hospital Psiquiátrico Dr. José Lopes

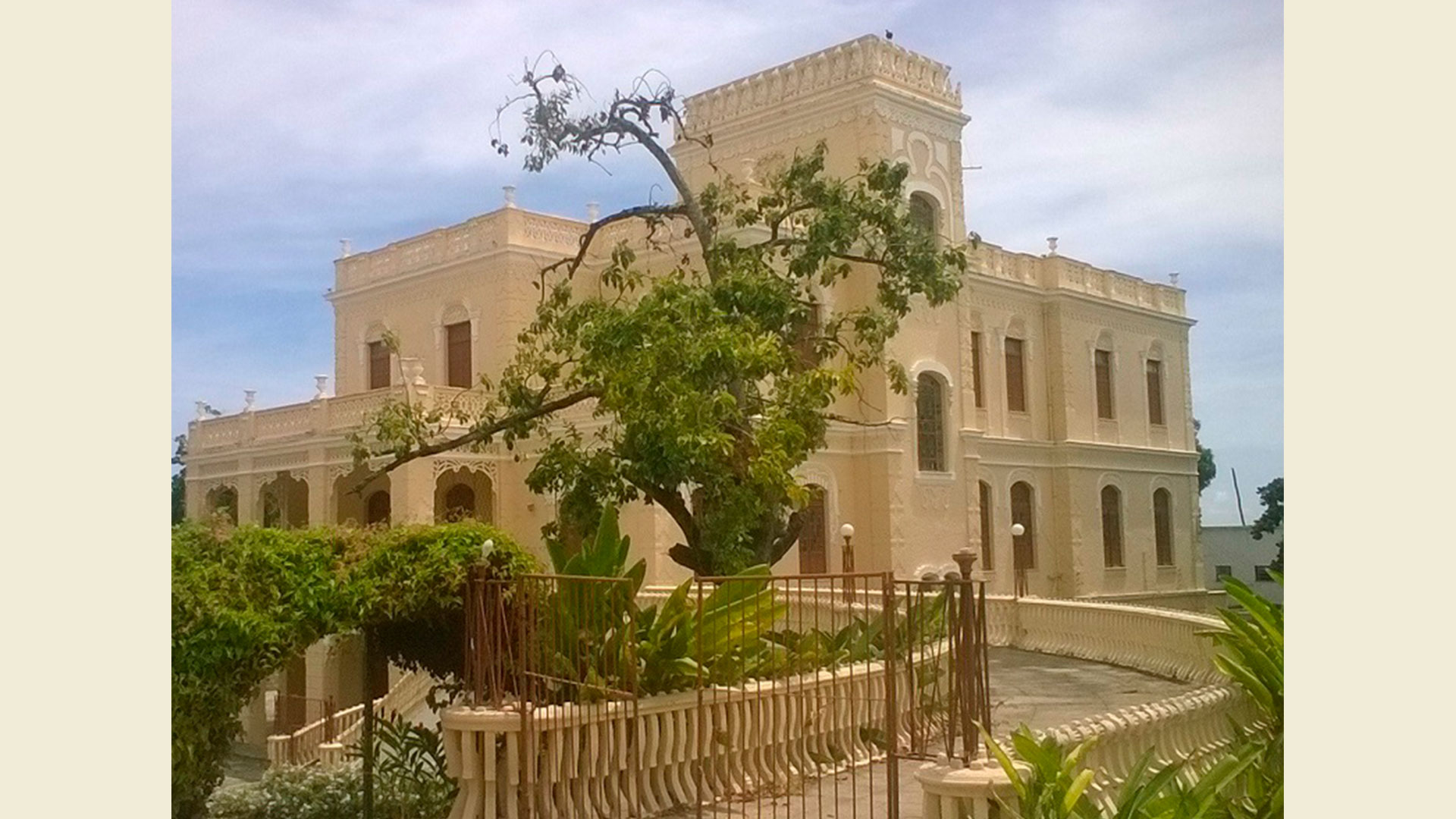
Hospital Psiquiátrico Dr. José Lopes em 2016. Mutange, Maceió-AL

Localizado na Avenida Major Cícero de Góes Monteiro, no. 3.219, Mutange, o palacete conhecido como Vila Lilota foi construído em 1914 por Francisco de Amorim Leão. Em 1962 foi adquirido pelo Dr. José Lopes de Mendonça e transformado em hospital psiquiátrico.
Declarada Unidade Especial de Preservação Cultural (UEP) pelo Plano Diretor de Maceió de 2005, foi o endereço da casa de saúde até seu fechamento em 2017. Em 2019 foi identificada a formação de dolinas na área do antigo palacete, cujos anexos foram demolidos em 2020.

#### Casa de Nise da Silveira
Localizado na Ladeira Professor Benedito Silva, no. 218, Chã de Bebedouro, o sobrado colonial existe pelo menos desde 1915, ano em que se tornou a residência da família da renomada psiquiatra Nise da Silveira, então com 10 anos de idade, e onde viveria até 1927, quando mudou-se para o Rio de Janeiro após a morte de seu pai.
Incluída em uma Zona Especial de Preservação Cultural (ZEP) pelo Plano Diretor de Maceió de 2005, a casa foi desapropriada pela Prefeitura de Maceió em outubro de 2023 para ser, junto com outros dois imóveis da região, demolida e substituída por “equipamentos de saúde e educação”.

#### Casa de Saúde Miguel Couto
Localizado na Avenida Major Cícero de Góes Monteiro, no. 3.621, Bebedouro, o casarão foi construído em 1917 para residência de João Tavares da Costa, empresário, vice-cônsul do Império Austro-Húngaro em Alagoas e pai do renomado compositor Hekel Tavares.
No começo dos anos 1920 foi vendido ao vice-cônsul da Bolívia em Alagoas, Ezequiel Pereira, que o batizou de Vila Natal, servindo como residência de sua família. Adquirida em 1946 pelo médico Pedro Bernardes e transformada na Casa de Saúde Santa Cândida, trocou novamente de proprietário em 1961 e recebeu a denominação atual em homenagem ao médico Miguel de Oliveira Couto.
Incluída em uma Zona Especial de Preservação Cultural (ZEP) pelo Plano Diretor de Maceió de 2005, teve suas atividades encerradas em 2019 após a descoberta da formação de dolinas em sua região.

#### Casas Gêmeas
Localizadas na Avenida Major Cícero de Góes Monteiro, no. 3.610, Bebedouro, foram construídas no período 1920-1930 por Ezequiel Pereira, vice-cônsul da Bolívia em Alagoas, como presente de casamento para suas duas filhas. As casas estão situadas em frente à antiga residência de Pereira, o palacete comprado de João Tavares da Costa e futura Casa de Saúde Miguel Couto.
Incluídas em uma Zona Especial de Preservação Cultural (ZEP) pelo Plano Diretor de Maceió de 2005, as casas foram isoladas após a descoberta da formação de dolinas em sua região.

#### CSA - Sede e Centro de Treinamento
Localizado na Avenida Major Cícero de Góes Monteiro, no. 2.593, Mutange, o antigo Estádio do Mutange foi ocupado pelo Centro Sportivo Alagoano (CSA) no dia 15 de novembro de 1922 e rebatizado como Estádio Gustavo Paiva em 29 de agosto de 1951, sendo gradativamente estabelecido como sede e centro de treinamento do clube alagoano.
Em 2019 foi identificada a formação de dolinas na área do “CT do CSA”, obrigando seu fechamento definitivo em 30 de maio de 2020.

#### Igreja Batista do Pinheiro
Localizada na Rua Miguel Palmeira, no. 1.300, Pinheiro, a antiga Congregação Batista do Farol já atuava no bairro do Pinheiro na década de 1930, conseguindo erguer seu primeiro templo em 1941. Oficializada como instituição independente em 1970, adotou a denominação atual, Igreja Batista do Pinheiro (IBP). Com o crescimento da quantidade de fiéis adquiriu um terreno próximo em 1971 para a construção de um novo templo, concluído em 1976. O antigo foi derrubado para a construção da casa pastoral.
Reconhecida como Patrimônio Material e Imaterial de Alagoas em 2021, a IBP manteve suas atividades apesar do contínuo esvaziamento do bairro decorrente do afundamento do solo da região até ser interditada em 4 de dezembro de 2023 por decisão judicial.

#### CRAS Bebedouro
Localizado na Rua Marquês de Abrantes, S/N, Bebedouro, o Centro de Referência de Assistência Social do Bebedouro (CRAS Bebedouro) funcionava nas instalações do antigo Grupo Escolar Rural Alberto Torres, concluído em março de 1944. A escola foi erguida dentro da conhecida Granja Conceição, nome popular do Campo de Horticultura e Silvicultura do Bebedouro, complexo desenvolvido a partir de 1942 em uma área pertencente ao governo estadual conhecida como Sítio Conceição.
O CRAS Bebedouro encerrou suas atividades no dia 12 de dezembro de 2022 devido ao isolamento social provocado pelo afundamento do solo da região. Em dezembro de 2024 iniciou-se a demolição de estruturas da Granja Conceição (incluída em uma Zona Especial de Preservação Cultural (ZEP) pelo Plano Diretor de Maceió de 2005), entre elas o prédio do G. E. R. Alberto Torres.

#### Hospital Sanatório
Localizado na Rua Professor José da Silveira Camerino, no. 1.065, Pinheiro, o Hospital Geral Severiano da Fonseca, atual Hospital Sanatório, foi inaugurado em 1945.
O agravamento do afundamento do solo do bairro indicou, em 2021, a necessidade do fechamento do hospital, que precisou ser evacuado em 20 de novembro de 2023 devido ao risco de colapso da mina no. 18, localizada no bairro vizinho (Mutange), permanecendo fechado desde então.

#### Hospital Portugal Ramalho
Localizado na Rua Goiás, S/N, Farol, foi inaugurado em 15 de janeiro de 1951 como Hospital Colônia Doutor Portugal Ramalho e posteriormente integrado à Universidade Estadual de Ciências da Saúde de Alagoas (UNCISAL) em 13 de janeiro de 2000, passando a se chamar Hospital Escola Doutor Portugal Ramalho.
Devido ao contínuo esvaziamento do seu entorno decorrente do afundamento do solo da região pelo menos desde 2021 o hospital segue funcionando em área de risco.

#### Centro Educacional de Pesquisa Aplicada (CEPA)
Localizado na Avenida Fernandes Lima, no. 4.804, Farol, um dos maiores complexos educacionais da América Latina foi fundado em 1958 inicialmente com 4 escolas. As outras 7 foram concluídas até 1971, totalizando 11 escolas.
Composto por colégios, ginásios esportivos e outros equipamentos, em fevereiro de 2019 apareceram os primeiros indícios de que o CEPA estava sendo afetado pelo afundamento do solo da região. Entre fevereiro e abril do mesmo ano começou a receber alunos da Escola Estadual Nossa Senhora do Bom Conselho, após sua interdição devido ao mesmo problema.
O CEPA segue sob monitoramento constante, com 3 escolas e 1 ginásio de esportes dentro da área de risco.

#### Parque Municipal de Maceió

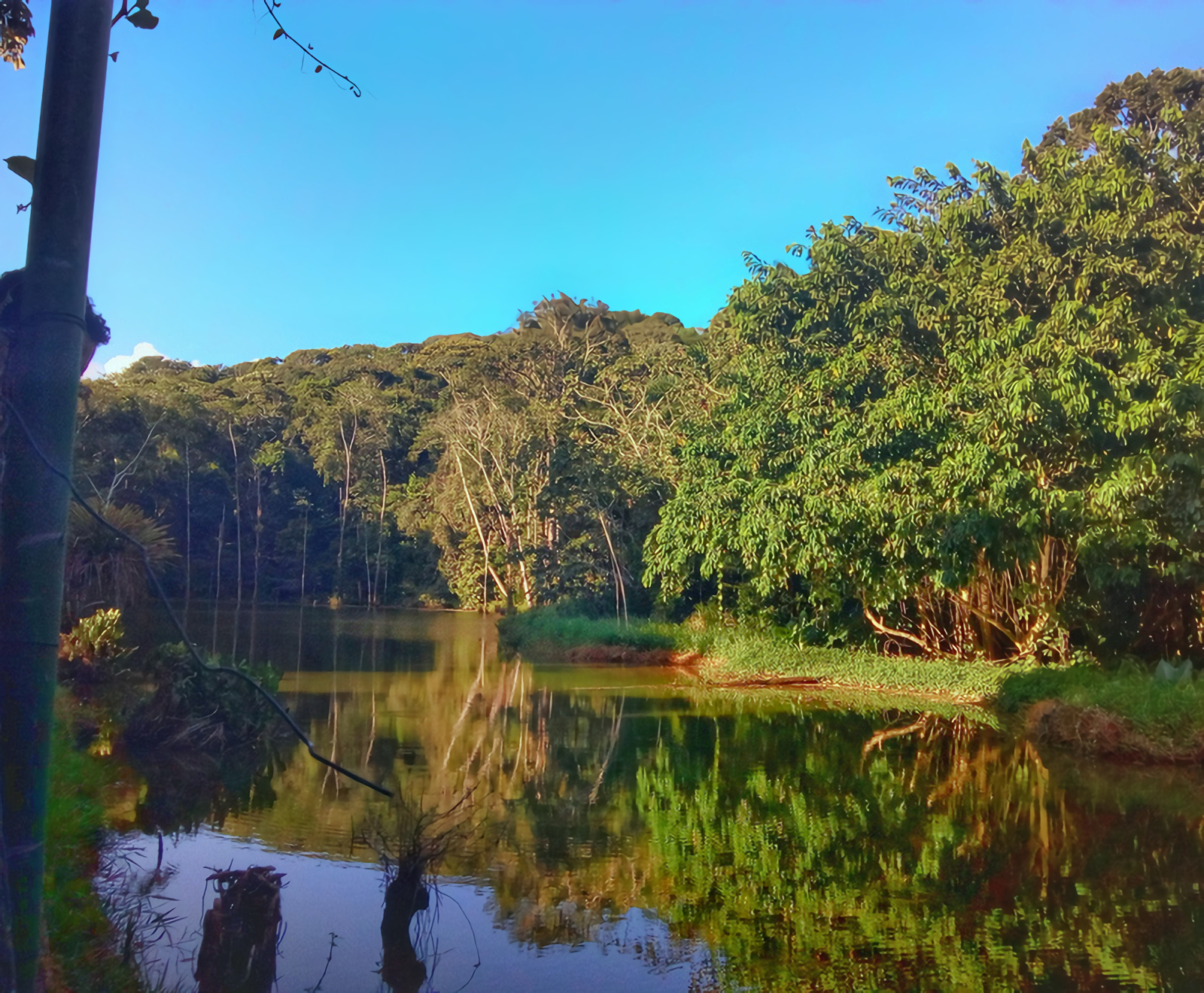
Parque Municipal de Maceió em 2021. Chã de Bebedouro, Maceió-AL

Localizado na Rua Marquês de Abrantes, S/N, Chã de Bebedouro, o Parque Municipal foi criado em 1978 pela Lei Municipal No 2.514, de 27 de junho do mesmo ano, e declarado Zona de Interesse Ambiental e Paisagístico (ZIAP) pelo Plano Diretor de Maceió de 2005.
Devido ao risco de colapso da mina no. 18, localizada no bairro vizinho (Mutange), o parque foi fechado em 30 de novembro de 2023, sendo reaberto no dia 6 de dezembro seguinte.

#### Igreja Matriz do Menino Jesus de Praga
Localizada na Rua Professor Mário Marroquim, no. 520, Pinheiro, a Igreja Matriz do Menino Jesus de Praga foi inaugurada no dia 25 de março de 1983. O afundamento do solo do bairro forçou a migração dos fiéis para outros lugares, esvaziando progressivamente a região da paróquia e provocando o fechamento do último templo católico do Pinheiro. As celebrações de despedida da igreja ocorreram nos dias 21 e 22 de agosto de 2021.

#### Estação Mutange
Localizada na Avenida Major Cícero de Góes Monteiro, no. 2.244, Mutange, a Estação Mutange foi inaugurada em 1995 como parte do Sistema de Trens Urbanos de Maceió, fazendo a ligação entre as estações Bom Parto e Bebedouro. O afundamento do solo do bairro forçou a suspensão de suas operações em 19 de março de 2020 e determinou sua desativação definitiva em 1o de abril do mesmo ano.

#### Lagoa Mundaú

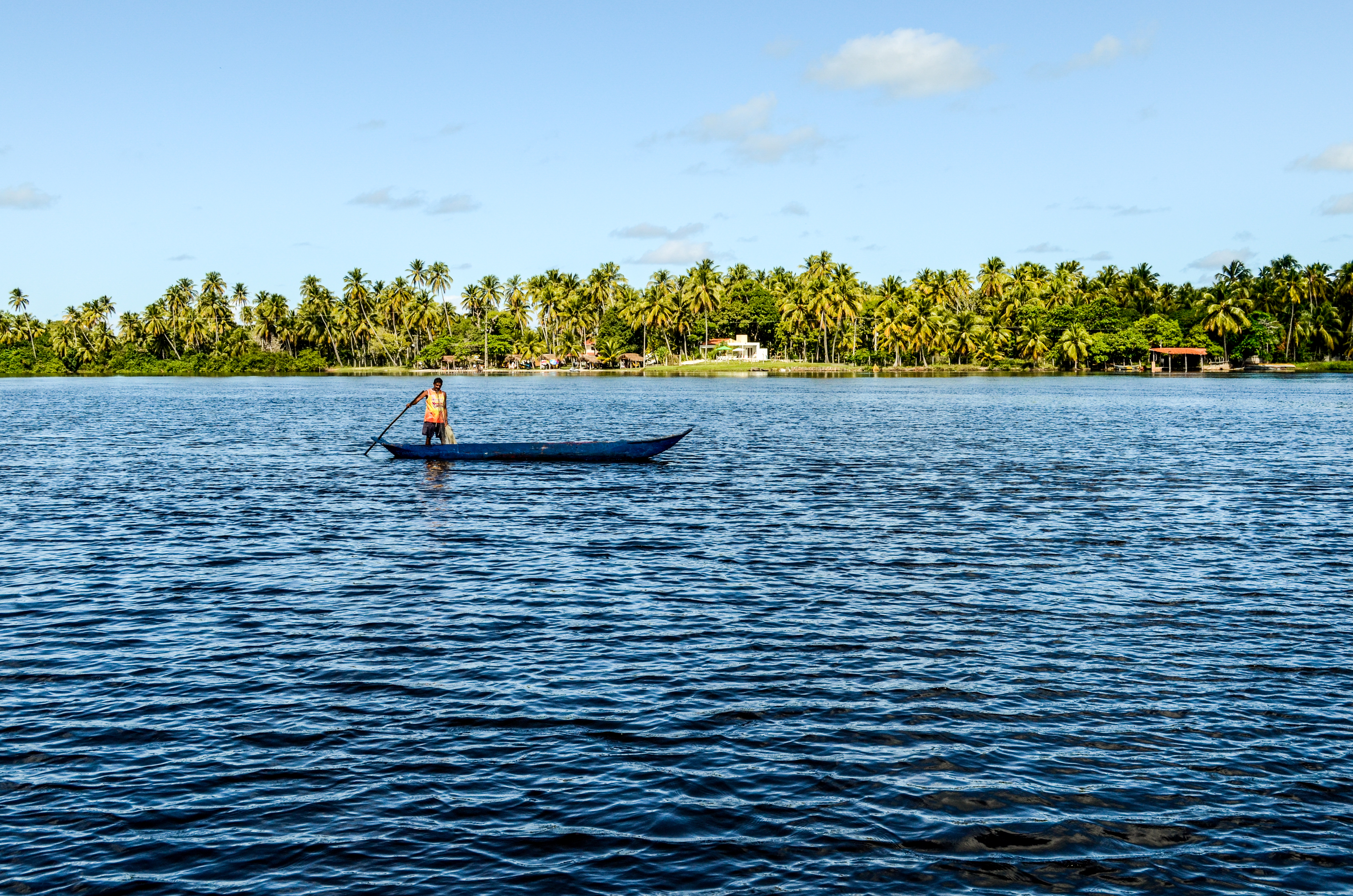
Lagoa Mundaú em 2014. Maceió-AL

Localizada entre os municípios de Maceió, Coqueiro Seco e Santa Luzia do Norte, a Lagoa Mundaú banha diversos bairros, entre eles 3 daqueles afetados pelo afundamento do solo (Bebedouro, Mutange e Bom Parto). Declarada Zona de Interesse Ambiental e Paisagístico (ZIAP) pelo Plano Diretor de Maceió de 2005, a laguna segue avançando sobre a área desses bairros devido ao rebaixamento deles.
Devido ao risco de colapso de uma das minas de sal-gema operadas no Mutange, a Mundaú foi interditada para navegação no final de novembro de 2023, prejudicando pescadores, marisqueiras, o polo de artesanato do Pontal da Barra, empresas de passeios turísticos e outros negócios que dependem da laguna. A Lagoa Mundaú segue sendo monitorada quanto a possíveis impactos ambientais, como a destruição de manguezais ou da fauna local, como a mortandade de peixes verificada no início de 2024.

## Resposta das autoridades
Após a apresentação de relatório do Serviço Geológico Federal, o governo federal reconheceu, em 28 de maio de 2019, o estado de calamidade pública em Maceió, facilitando a possibilidade de apoio financeiro e técnico à região. A Prefeitura já havia decretado a situação de calamidade meses antes, em março de 2019.
Em outubro de 2019, uma Comissão Externa foi instalada na Câmara dos Deputados para o acompanhamento dos danos causados pelo afundamento e realizou audiências públicas e visitas oficiais à região.
Em 30 de dezembro de 2019, um acordo foi firmado entre o Ministério Público do Estado de Alagoas (MPE-AL), a Defensoria Pública do Estado de Alagoas (DPE-AL), o Ministério Público Federal (MPF), a Defensoria Pública da União (DPU) e a mineradora Braskem. O documento, chamado "Termo de Acordo para Apoio na Desocupação das Áreas de Risco", tem como objeto o estabelecimento de parâmetros para a realocação de moradores, além da compensação financeira das pessoas atingidas e proprietários de imóveis nos bairros afetados.
A Prefeitura de Maceió criou o Gabinete de Gestão Integrada para a Adoção de Medidas de Enfrentamento aos Impactos do Afundamento dos Bairros (GGI Bairros), por meio do Decreto Nº 9.037 de 6 de janeiro de 2021. O órgão tem, entre outras funções, a atribuição de realizar a escuta e a interlocução com os atores envolvidos no processo e outras autoridades públicas e instituições.
Em 30 de novembro de 2023, a Prefeitura de Maceió decretou situação de emergência no município por 180 dias devido ao "iminente colapso" de uma mina pertencente à Braskem na região da Lagoa Mundaú, no bairro Mutange.
Em dezembro de 2023, o Tribunal de Contas da União, órgão do poder legislativo que auxilia o Congresso Nacional, determinou que a Braskem se explicasse sobre a situação, e que órgãos do governo federal, como o Ibama e o Serviço Geológico Brasileiro, realizassem investigações "para quantificação e reparação dos danos causados à União" em virtude do afundamento.

## Ações judiciais
A Braskem não admite oficialmente ser causadora do desastre, mas já assinou acordo na Justiça alagoana que prevê o pagamento de mais de 12 bilhões de reais para indenização de moradores e comerciantes, além de realocação de equipamentos públicos como escolas e unidades de saúde.
Um grupo de moradores de Maceió, representados por três escritórios de advocacia, moveram uma ação judicial contra a Braskem na Holanda, mais precisamente na cidade de Roterdã, alegando que as indenizações oferecidas pela empresa não cobrem todos os danos. Em 17 de maio 2022, os moradores das áreas afetadas foram ouvidos pelo Tribunal Distrital de Roterdã.
Em 21 de setembro de 2022, o Tribunal decidiu que tem competência para julgar o caso e admitiu a ação contra a petroquímica, uma vez que três de suas filiais operam no território holandês.

## Investigações policiais
Em 21 de dezembro de 2023, a Polícia Federal deflagrou a operação Lágrimas de Sal para fornecer mais provas em um inquérito policial que investiga a exploração de sal-gema em Maceió. 14 mandados de busca e apreensão foram expedidos, includindo para a sede da Braskem em Alagoas. Os crimes de poluição qualificada, usurpação de recursos da União e apresentação de estudos ambientais falsos ou enganosos estão sendo investigados.

## Leituras adicionais
Projetos
- Histórias do Subsolo. Caranto Media. 4 de dezembro de 2022. Consultado em 17 de dezembro de 2023.

- Inventário Participativo do Patrimônio de Maceió em Subsidência. Grupo Representações do Lugar (RELU). Janeiro de 2021. Consultado em 7 de dezembro de 2023.

Documentários
- Pronzato, Carlos (2021). A BRASKEM PASSOU POR AQUI: A catástrofe de Maceió. Lamestiza Audiovisual. 05 de agosto de 2021. Consultado em 7 de dezembro de 2023.

- MPF (2021). Cidade Rachada: atuação do MPF no caso do afundamento dos bairros em Maceió (AL). Ministério Público Federal. 04 de junho de 2021. Consultado em 7 de dezembro de 2023.